# Impatiens jiewhoei
Impatiens jiewhoei är en balsaminväxtart som beskrevs av Triboun och Suksathan. Impatiens jiewhoei ingår i släktet balsaminer, och familjen balsaminväxter. Inga underarter finns listade i Catalogue of Life.